# 盧布林–布列斯特攻勢

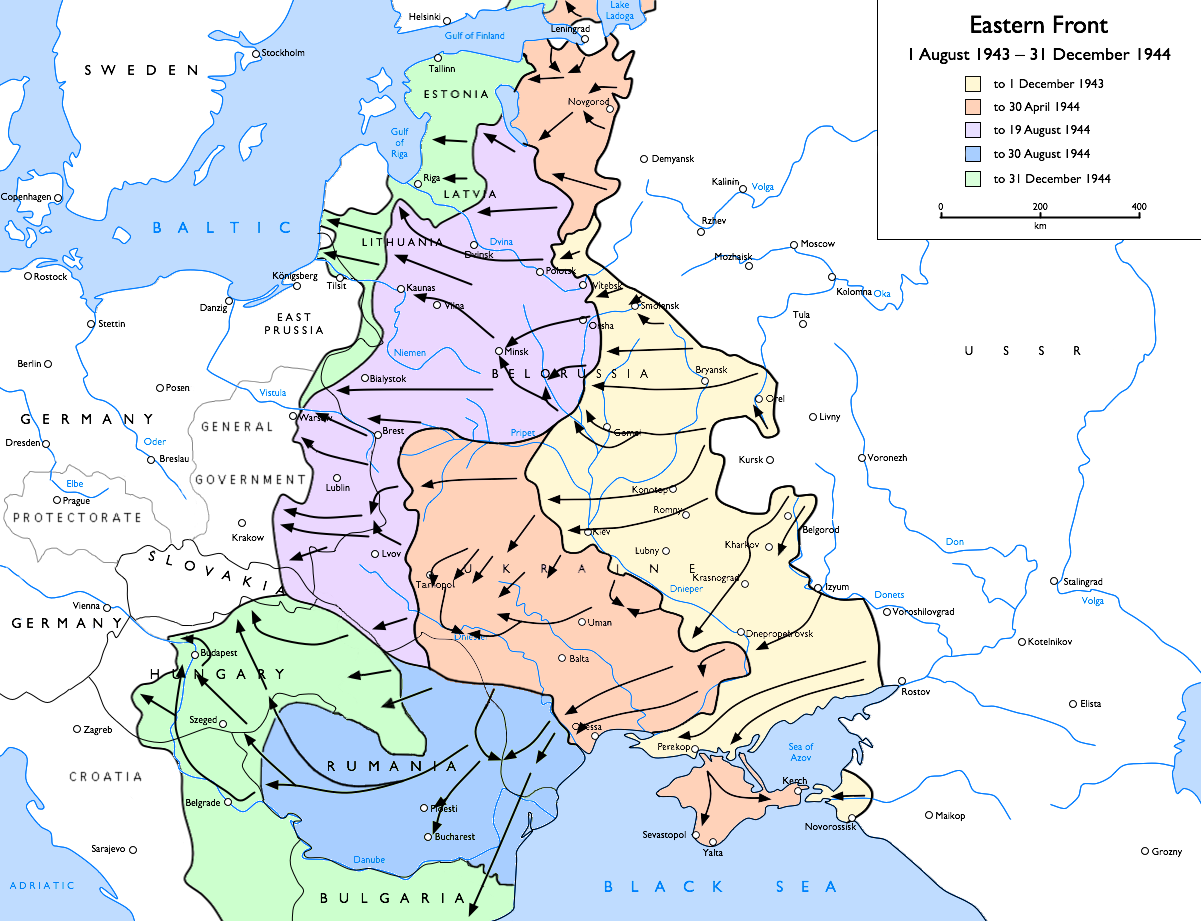
盧布林-布列斯特攻勢被包括在紫色區域中，注意圖中的城市布列斯特、盧布林和華沙

盧布林—布列斯特攻勢（俄语：Люблин‐Брестская наступательная операция，1944年7月18日—8月2日）是由蘇軍實施的巴格拉基昂行動戰略性攻勢的一部分，以掃蕩在波蘭東部和中部的德軍。該攻勢由白俄羅斯第1方面軍的左（南）翼實施及發生在1944年7月，與之對抗的是德國南烏克蘭及中央集團軍。 
這次行動是伴隨著其他幾個攻勢而展開，特別是在南方烏克蘭第1方面軍的利沃夫-桑多梅日攻勢；這幾個攻勢是在北面以掃除在大部分白俄羅斯的巴格拉基昂行動成功後數個星期後實施。
如果战斗顺利達到其預期的目標後，蘇聯軍隊在8月間可能会進攻華沙；但是蘇軍随即遭到德军猛烈反击争夺“桥头堡”，而英军并沒有援助英国支持的波蘭流亡政府发动的華沙起義，此事引起了一些爭議。

## 參戰部隊
6月15日德國南烏克蘭集團軍在費迪南德·舍納爾指揮下是由德國和羅馬尼亞軍隊組成，每方均有兩個軍團的兵力：羅馬尼亞第3軍團及羅馬尼亞第4軍團、德國第6軍團（在之前的第6軍團於史達林格勒戰役中被消滅後重新建立）及德國第8軍團。而德國中央集團軍擁有德國第2軍團、德國第4軍團、德國第9軍團和德國第3裝甲軍團。
蘇聯白俄羅斯第1方面軍在康斯坦丁·羅科索夫斯基指揮下包括第8親衛軍團、第28、第47、第61、第65、第69和第70（混合武器）軍團、第2親衛坦克軍團、第6和第16航空軍團、第11坦克軍、波蘭第1軍團、第2和第7親衛騎兵軍。

## 攻勢：攻佔盧布林及布列斯特
經過7月9日至10日蘇軍在利沃夫-桑多梅日攻勢假裝的準備中吸引了德軍的注意後，及該攻勢在第1天（7月13日）取得明顯的成功後，康斯坦丁·羅科索夫斯基開始自己向西的推進。
7月18日部署在平斯克沼澤以南戰線左翼的白俄羅斯第1方面軍之5個軍團（包括1個波蘭軍團，波蘭第1軍團），攻擊中並摧毀了德國南烏克蘭集團軍在德國第4裝甲軍團以西科威爾的防線。在幾個小時內，方面軍的第2親衛坦克軍和若干機動軍開始向西突破成功及步兵從後跟隨。
尼古拉·古謝夫中將 的蘇聯第47軍團和瓦西里·崔可夫上將的第8親衛軍團撕破德軍的防禦和7月21日，他們到達了布格河。第2天謝苗·波丹諾夫中將的第2坦克軍團開始向盧布林和維斯瓦河前進，而第11坦克軍和第2親衛騎兵軍領頭轉各西北面的謝德爾採以切斷了防守布列斯特和比亞韋斯托克的德國中央集團軍之退路，在盧布林附近納的粹集中營麥達內克於7月22日獲得解放。
雖然波格丹諾夫在7月23日於盧布林的戰鬥中受傷和由拉德齊夫斯基少將接任，快速推進持續，令領頭的第8親衛軍團和第2親衛騎兵軍在7月25日到達維斯瓦河沿岸。7月24日康斯坦丁·羅科索夫斯基的部隊攻佔了盧布林，並向西面、華沙以南的維斯瓦河前進。蘇聯最高統帥部命令羅科索夫斯基其部隊轉向北面的華沙前進以切斷中央集團軍部隊之退路。
7月28日布列斯特被佔領 。8月2日白俄羅斯第1方面軍的左翼攻佔維斯瓦河上在馬格努谢夫（崔可夫的第47軍團）和普瓦維（弗拉基米爾·科爾帕克奇中將的第69軍團）的橋頭堡，並與反擊的“德意志國防軍”部隊展開了近兩個月的爭奪戰，以保留這些重要的橋頭堡作為未來的、甚至更大規模的攻勢以突入波蘭中部朝向柏林之起點。 中央集團軍的第46裝甲軍從8月8日起進行反擊，以圖縮小橋頭堡 。第19和“赫爾曼戈林”裝甲師在8月初期間數度展開攻擊，但蘇軍的防線依然堅固。
這一時期進一步戰事包括Studzianki戰役。

## 爭論：苏军目标橋頭堡，而不是華沙
在進攻期間，白俄羅斯第1方面軍的左翼接近維斯瓦河，波蘭家鄉軍(“Armia Krajowa”)在華沙進行起義，蘇聯的進攻是加速了起義的其中一個因素。因為波蘭流亡政府指望得到英军支持，不希望蘇軍插手，獨自攻佔首都(如部分的“暴風雨行動”)，起义在7月31日由从伦敦秘密返回华沙的波蘭流亡政府首脑“塔德烏什·博爾-科莫羅夫斯基”临时决定，英军和苏军事先均不知情。 
在華沙起義開始(8月1日)前幾天，蘇聯最高統帥部(蘇軍總指揮部)命令羅科索夫斯基將他的第2坦克軍團派往華沙以東郊區(布拉加区)。  7月28日，羅科索夫斯基的軍隊中，有三個軍並進，與德軍第73步兵師和戈林裝甲師在華沙東南40公里處進行戰鬥。設法從東面攻佔進入華沙道路的羅科索夫斯基，和企圖繼續維持這些路線開放及保留華沙控制權的德軍，展開一場競賽。
苏联第2坦克軍團在右邊被一個騎兵軍(第2親衛)和第47軍團掩護，該坦克軍團未等待緩慢的第47軍團在其能提供支援前在7月29日到達了華沙以東地區；此时第47和第2親衛軍團在東面50公里的謝德爾採進行戰鬥。而德軍則以2個裝甲軍(第39和武裝親衛隊第4裝甲軍)實施反擊，即後來所熟知的拉濟明戰役。7月29日，羅科索夫斯基派出他的第8親衛和第3坦克軍北上，試圖轉向西北面的華沙和擊倒德國守軍的右翼，而他的第16坦克軍繼續在該市東南面郊區的戰鬥。雖然波波夫中將的第8親衛坦克團成功地推進至該市以東20公里範圍內，而韋傑涅耶夫少將的第3坦克軍遇到德军莫德爾的裝甲部隊一系列的反擊。7月30日開始，赫爾曼·戈林裝甲師和第19裝甲師，在華沙東北15公里，沃沃明以北的拉濟明附近，攻擊被過度削弱了的苏联坦克軍。雖然該些軍經受住了3天的反擊，8月2日和8月3日，第4和武裝親衛隊第5維京裝甲擲彈兵師加入了戰鬥。在3天的激烈戰鬥中，苏联第3坦克軍團被嚴重打擊，第8親衛坦克軍也被非常壓迫。從7月30日至8月5日的6天中，德軍成功地把蘇軍迫退，并對蘇軍第2坦克軍團造成重大損失。8月5日，第47軍團的部隊终于達該地區，第2坦克軍團被撤回休整和重組。第47軍團的3個步兵軍分別在前線，從華沙以南到謝德爾採，伸出超過80公里，並無法立即重新有足夠的兵力和快速的裝甲部隊向華沙或對納雷夫河流域前進。德軍向東面的中央集團軍的連繫已遭到破壞，但並未切斷。
苏军這轮进攻被德军成功阻挡之後，在整個期間直至1944年8月20日，蘇軍沒有試圖进攻华沙，而集中於鞏固东岸。白俄羅斯第1方面軍的第47軍團是唯一主要部署在橫跨華沙的維斯瓦河之东侧的紅軍部隊，第47軍團集中守衛在河東岸的蘇軍陣地，向起义的波兰家乡军民兵提供了有限的炮火支援，逼使德军部署于华沙西部的卡尔臼炮因射程短于苏军火炮不敢过于向东挺进。在當時，在第47軍團后方的白俄羅斯第1方面軍之大部正在中央和右翼努力克服德軍在“謝德爾採”以北朝向納雷夫河方向的防線，據蘇聯記錄說，無法實施任何行動直接援助華沙。
西方和當代波蘭記錄聲稱史達林故意不支持波蘭本土軍，因為他希望英国支持的波蘭流亡政府指挥的波兰家乡军（与苏联支持的“波蘭民族解放委員會”指挥的“波兰人民军”不是一个组织）被摧毀。实际斯大林向华沙空投了2名军官，试图与华沙起义领袖“布爾—科馬羅夫斯基”取得聯繫和協調行動，但这位首脑拒绝与苏军联络官会面，不希望苏联插手而希望英国援助，向英国提出调用业已成军的“波兰流亡军”下属正规作战单位“波兰第1独立伞兵旅”空投华沙支援，英国在8月中旬考虑过是否支援在华沙苦战的“波兰家乡军”民兵，后因为9月17日的市场花园行动将“波兰第1独立伞兵旅”投往荷兰而非华沙。 
8月20日“波兰人民军”下属正规作战单位“齊格蒙特·伯林”將軍的“波蘭第1軍團”（于苏联成立，与于英国成立的波兰第1军不是一个单位）从白俄羅斯第1方面軍调出，向西行军加入了華沙維斯瓦河之东侧的蘇聯第47軍團。在華沙以北的紅軍部隊終於在9月3日渡過布格河，翌日迫近納雷夫河，並在9月6日進行進入橫跨納雷夫河橋頭堡的戰鬥。第1軍團2個波蘭師的領頭單位在9月13日發動渡過維斯瓦河進入華沙的戰鬥，同日苏联空军也飞至华沙上空对德军进行了轰炸和空投了苏式武器，但德军已在华沙西面部署了重兵和大量重型武器包括“卡尔臼炮”和“陆上斯图卡”并首次使用了“突击虎”，人民军沒有取得什麼進展，10天以後被撤回到河的對岸。起義部隊在10月2日向德军投降；蘇軍在1945年1月17日沒有經過一場重要戰役便攻佔了華沙，此时华沙已被德军轰成一片废墟并将投降的军民流放及送进集中营，已是一座弃城。美國軍事歷史學家“大衛·格蘭茨”注意到，雖然蘇聯能攻佔華沙和幫助起义者，但從純軍事角度來看這將需要從華沙南北負責保衛橋頭堡的部隊抽出，所涉及的蘇軍將參與代價昂貴的市街戰，並得不到他們的最佳位置以作進一步的攻勢，在這一點上，蘇聯決定不援助華沙起義跟隨軍事方面的考慮。

## 餘波 - 納雷夫河橋頭堡戰役
在布格河和納雷夫河匯流處，塞羅茨克的橋頭堡 ，是由蘇聯第65軍團在盧布林-布列斯特攻勢結束時建立的。第2軍團中的第20軍被部署在這裡進行防禦。
10月3日，德軍第3和第25裝甲師的單位，在第252步兵師的支援下，轉入進攻，以消除第65軍團橋頭堡的陣地。 在南部，德軍的單位在10月5日到達了納雷夫河河岸。第65軍團司令帕維爾·巴托夫將軍在回憶錄中，形容第44親衛步兵師試圖阻止德軍前進。
一個攻擊橋頭堡北部的計劃於10月8日實施，由第19裝甲師和武裝親衛隊維金師實施，但取得的成果被蘇軍在10月14日的反擊收復。

## 附錄
1. 1 2 3 4 5 6 7  When Titans…
2. 1 2 3 4 5  Glantz.
3. ↑  Brest, Belarus （页面存档备份，存于）.
4. ↑  Hinze, p.400
5. ↑  See also Glantz, Failures of Historiography
6. ↑  Zaloga, pp.78-79
7. ↑  See the account of Armin Scheiderbauer in Williams and Rodgers, p.109
8. ↑  See Batov, В походах и боях, Moscow 1962
9. ↑  Williams and Rodgers, p.110; Batov gives the date as October 19

## 外部連結
- （俄文） Maps of Soviet operations near Warsaw, late July / early August （页面存档备份，存于）.
- David M. Glantz, The Soviet Conduct of Tactical Maneuver （页面存档备份，存于）: spearhead of the offensive, 1991.  Maps of the Lublin‐Brest operation: pp. 174–75.